# ポレージネ・パルメンセ
ポレージネ・パルメンセ（伊: Polesine Parmense）は、イタリア共和国エミリア＝ロマーニャ州パルマ県ポレージネ・ジベッロに属する分離集落（フラツィオーネ）。
かつては独立したコムーネであったが、2016年1月1日にジベッロと合併して新自治体の一部となった。

## 地理

### 位置・広がり

#### 隣接コムーネ
コムーネとしてのポレージネ・パルメンセは、以下のコムーネと隣接していた。括弧内のCRはクレモナ県、PCはピアチェンツァ県所属を示す。
- ブッセート
- スターニョ・ロンバルド (CR)
- ヴィッラノーヴァ・スッラルダ (PC)
- ジベッロ